# Distretto municipale di Bibiani-Anhwiaso-Bekwai
Il distretto municipale di Bibiani-Anhwiaso-Bekwai (ufficialmente Bibiani-Anhwiaso-Bekwai Municipal District, in inglese) è un distretto della Regione Nordoccidentale del Ghana.